# Specijalna jedinica PU Karlovačka "Grom"
Specijalna jedinice PU Karlovačka "Grom" bila je postrojba posebne namjene hrvatske policije. Osnovana je 1. ožujka 1991. godine.

## Povijest
Nakon prvih višestranačkih izbora u Hrvatskoj, čije održavanje i čiji rezultati nisu bili po volji velikosrpskim krugovima, dio srpskog stanovništva nije prihvatio novu demokratski izabranu hrvatsku vlast. Uskoro dolazi do pobune dijela srpskog pučanstva, a ni nakon osamostaljenja Republike Hrvatske situacija se nije poboljšala.
Te su okolnosti dovele da su diljem Hrvatske ožujka 1991. godine formirane Posebne postrojbe policije pri PU, a na osnovi naloga ondašnjeg ministra unutarnjih poslova kojom su sve policijske uprave dobile zadaću osnovati posebne jedinice policije, koje su poslije promijenile naziv u specijalne jedinice policije.
Već 28. veljače 1991. godine pomoćnik ministra unutarnjih poslova poslao je brzojavku u PU Karlovac o pripremama, tj. Izboru kadrova za što hitnije formiranje posebne jedinice policije pri Policijskoj upravi Karlovac. Sutradan, 1. ožujka 1991.godine, formirana je postrojba jačine 189 policajaca (dvije satnije), od čega u Karlovcu 96 (jedna satnija), u Dugoj Resi 31 (jedan vod), u Slunju 31 (jedan vod) i u Ogulinu 31 (jedan vod), koja je bila prva legalna, oružana postrojba dragovoljaca, domoljuba psiho-fizički sposobnijih policajaca, lako naoružanih koji prvi pružaju oružani otpor u obrani grada Karlovca i karlovačke županije.
Prije angažmana u vojno-redarstvenim akcijama, SJP je vršila ophodnje u gradovima i nadzirala kretanje Jugoslavenske narodne armije, osiguravala važne osobe i objekte, vodila borbu protiv pete kolone i snajperista te vrši blokadu i sudjeluje u osvajanju vojarni. Poslije rata djelovali su na osiguranju suvereniteta Republike Hrvatske i borbi protiv terorizma sve do 2001. godine. Te je godine nastupio preustroj MUP-a i Specijalna policija u PU karlovačkoj prestaje s radom, a veći dio specijalaca nastavio je raditi u Interventnoj jedinici policije.
U Domovinskom ratu u "Gromovima" je bilo oko tisuću pripadnika aktivnog i pričuvnog sastava. Aktivno je sudjelovalo 23 člana medicinskih ekipa iz Opće bolnice Švarča i desetak vezista MUP-a iz Karlovca. Poginulih i smrtno stradalih pripadnika bilo je sedmero, teško ranjenih 20-ak, lakše ranjenih 50-ak i zatočenih 12.
Zapovjednici su bili Marko Kesić, Franjo Družak, Zdenko Vaško te sadašnji zapovjednik Dražen Perković.

## Odlikovanja
- 2012.: Red Nikole Šubića Zrinskog za iskazano junaštvo pripadnika postrojbe u Domovinskom ratu[6]

## Vanjske poveznice
- USJP Grom - ratni put
- MUP, Specijalna policija  Arhivirana inačica izvorne stranice od 4. travnja 2015. (Wayback Machine)